# Liste der Mitglieder des Hessischen Landtags (15. Wahlperiode)
Diese Liste gibt einen Überblick über alle Mitglieder des Hessischen Landtags in der 15. Wahlperiode (5. April 1999 bis 4. April 2003), gewählt in der Landtagswahl in Hessen 1999 am 7. Februar 1999.

## Präsidium
- Präsident:
 Klaus Peter Möller (CDU)
- Vizepräsidentin:
 Veronika Winterstein (SPD)
- Weitere Mitglieder des Präsidiums:
  - Martina Leistenschneider (CDU)
  - Brigitte Kölsch (CDU)
  - Manfred Schaub (SPD)
  - Tarek Al-Wazir (Die Grünen)
  - Jörg-Uwe Hahn (FDP)

## Ausschüsse
| Ausschuss                                                                      | Vorsitzender                                                                           | Stellvertreter                                                 |
| ------------------------------------------------------------------------------ | -------------------------------------------------------------------------------------- | -------------------------------------------------------------- |
| Ausschuss für Umwelt, Landwirtschaft und Forsten                               | Heinrich Heidel (F.D.P.)                                                               | Christel Hoffmann (SPD)                                        |
| Ausschuss für Wirtschaft und Verkehr                                           | Rüdiger Hermanns (CDU)                                                                 | Ernst-Ludwig Wagner (SPD); ab Juli 1999: Hildegard Pfaff (SPD) |
| Ausschuss für Wissenschaft und Kunst                                           | Frank-Peter Kaufmann (Bündnis 90/Die Grünen); ab Februar 2001: Hartmut Holzapfel (SPD) | Heide Degen (CDU)                                              |
| Europaausschuss                                                                | Aloys Lenz (CDU)                                                                       | Barbara Bergelt (SPD)                                          |
| Hauptausschuss                                                                 | Siegbert Ortmann (CDU)                                                                 | Priska Hinz (Bündnis 90/Die Grünen)                            |
| Haushaltsausschuss                                                             | Lothar Klemm (SPD)                                                                     | Uwe Brückmann (CDU)                                            |
| Innenausschuss                                                                 | Bernd Hamer (CDU)                                                                      | Heinrich Haupt (SPD)                                           |
| Kulturpolitischer Ausschuss                                                    | Karl Dörr (SPD)                                                                        | Brigitte Kölsch (CDU)                                          |
| Petitionsausschuss                                                             | Barbara Stolterfoht (SPD)                                                              | Martina Leistenschneider (CDU)                                 |
| Rechtsausschuss                                                                | Heide Degen (CDU)                                                                      | Norbert Schmitt (SPD)                                          |
| Sozialpolitischer Ausschuss                                                    | Judith Pauly-Bender (SPD)                                                              | Eva Ludwig (CDU)                                               |
| Unterausschuss Justizvollzug                                                   | Alfons Gerling (CDU)                                                                   | Hans Michael Maus (SPD)                                        |
| Unterausschuss Heimatvertriebene, Aussiedler, Flüchtlinge und Wiedergutmachung | Rudolf Haselbach (CDU)                                                                 | Eberhard Fischer (SPD)                                         |
| Unterausschuss Staatshaushaltsrechnung und Stellenpläne                        | Eberhard Fischer (SPD)                                                                 | Uwe Brückmann (CDU)                                            |

## Zusammensetzung
Nach der Landtagswahl 1999 setzte sich der Landtag wie folgt zusammen:
| Fraktion              | Sitze |
| --------------------- | ----- |
| CDU                   | 50    |
| SPD                   | 46    |
| Bündnis 90/Die Grünen | 8     |
| FDP                   | 6     |
| gesamt                | 110   |

## Fraktionen
- CDU-Fraktion
 Norbert Kartmann
- SPD-Fraktion
 Armin Clauss bis 19. Juni 2001
 Gerhard Bökel 20. Juni 2001 bis 11. Februar 2003
 Jürgen Walter ab 11. Februar 2003
- Fraktion Bündnis 90/Die Grünen
 Priska Hinz bis 9. Mai 2000
 Tarek Al-Wazir ab 9. Mai 2000
- FDP-Fraktion
 Jörg-Uwe Hahn

## Abgeordnete
| Name                     | Lebensdaten | Fraktion   | Wahlkreis                        | Anteil der Erststimmen | Anmerkung                                                     |
| ------------------------ | ----------- | ---------- | -------------------------------- | ---------------------- | ------------------------------------------------------------- |
| Tarek Al-Wazir           | 1971        | Die Grünen | Landesliste                      | 0                      |                                                               |
| Elisabeth Apel           | 1958        | CDU        | Landesliste                      | 0                      | eingetreten am 1. September 1999 für Abg. Michel              |
| Walter Arnold            | 1949        | CDU        | Wahlkreis Fulda I                | 62,1 %                 |                                                               |
| Günther Becker           | 1944–2002   | SPD        | Landesliste                      | 0                      | verstorben am 12. September 2002                              |
| Gerhard Becker           | 1942–2017   | SPD        | Landesliste                      | 0                      |                                                               |
| Nicola Beer              | 1970        | FDP        | Landesliste                      | 0                      | eingetreten am 8. April 1999 für Abg. Posch                   |
| Bernhard Bender          | 1945        | SPD        | Wahlkreis Vogelsberg             | 44,9 %                 |                                                               |
| Barbara Bergelt          | 1941–2025   | SPD        | Landesliste                      | 0                      |                                                               |
| Peter Beuth              | 1967        | CDU        | Wahlkreis Rheingau-Taunus II     | 45,4 %                 |                                                               |
| Michael Boddenberg       | 1959        | CDU        | Wahlkreis Frankfurt am Main IV   | 45 %                   |                                                               |
| Gerhard Bökel            | 1946        | SPD        | Landesliste                      | 0                      |                                                               |
| Volker Bouffier          | 1951        | CDU        | Wahlkreis Gießen II              | 44,1 %                 |                                                               |
| Uwe Brückmann            | 1960        | CDU        | Landesliste                      | 0                      |                                                               |
| Armin Clauss             | 1938        | SPD        | Landesliste                      | 0                      |                                                               |
| Heide Degen              | 1937        | CDU        | Wahlkreis Frankfurt am Main II   | 41,8 %                 |                                                               |
| Michael Denzin           | 1944–2017   | FDP        | Landesliste                      | 0                      |                                                               |
| Klaus Dietz              | 1956        | CDU        | Wahlkreis Wetterau II            | 44,6 %                 |                                                               |
| Ilona Dörr               | 1948        | CDU        | Wahlkreis Bergstraße II          | 47,8 %                 |                                                               |
| Karl Dörr                | 1949        | SPD        | Landesliste                      | 0                      |                                                               |
| Karl-Heinz Dörrie        | 1937–2025   | SPD        | Wahlkreis Waldeck-Frankenberg I  | 45,2 %                 |                                                               |
| Hans Eichel              | 1941        | SPD        | Wahlkreis Kassel-Stadt I         | 45,9 %                 | ausgeschieden am 12. April 1999                               |
| Erika Fellner            | 1934        | SPD        | Landesliste                      | 0                      |                                                               |
| Eberhard Fischer         | 1943        | SPD        | Wahlkreis Hersfeld               | 51,5 %                 |                                                               |
| Erika Fleuren            | 1940–2015   | SPD        | Landesliste                      | 0                      |                                                               |
| Uwe Frankenberger        | 1955        | SPD        | Wahlkreis Kassel-Stadt I         | 0                      | eingetreten am 20. April 1999 für Abg. Eichel                 |
| Dieter Franz             | 1952        | SPD        | Wahlkreis Rotenburg              | 50,8 %                 |                                                               |
| Rudolf Friedrich         | 1936        | CDU        | Landesliste                      | 0                      |                                                               |
| Petra Fuhrmann           | 1955–2019   | SPD        | Landesliste                      | 0                      |                                                               |
| Alfons Gerling           | 1944        | CDU        | Wahlkreis Frankfurt am Main I    | 49,3 %                 |                                                               |
| Frank Gotthardt          | 1970        | CDU        | Wahlkreis Marburg-Biedenkopf II  | 43,8 %                 | ausgeschieden am 30. September 2001                           |
| Stefan Grüttner          | 1956        | CDU        | Wahlkreis Offenbach-Stadt        | 46 %                   |                                                               |
| Heike Habermann          | 1955        | SPD        | Landesliste                      | 0                      |                                                               |
| Jörg-Uwe Hahn            | 1956        | FDP        | Landesliste                      | 0                      |                                                               |
| Bernd Hamer              | 1939–2004   | CDU        | Wahlkreis Hochtaunus I           | 53,1 %                 |                                                               |
| Ursula Hammann           | 1955        | Die Grünen | Landesliste                      | 0                      |                                                               |
| Karin Hartmann           | 1959        | SPD        | Landesliste                      | 0                      |                                                               |
| Rudi Haselbach           | 1944–2005   | CDU        | Landesliste                      | 0                      |                                                               |
| Heinrich Haupt           | 1948        | SPD        | Wahlkreis Schwalm-Eder II        | 52 %                   |                                                               |
| Heinrich Heidel          | 1952        | FDP        | Landesliste                      | 0                      |                                                               |
| Dorothea Henzler         | 1948        | FDP        | Landesliste                      | 0                      |                                                               |
| Rüdiger Hermanns         | 1940        | CDU        | Wahlkreis Offenbach Land I       | 48,9 %                 |                                                               |
| Norbert Herr             | 1944–2021   | CDU        | Wahlkreis Fulda II               | 61,8 %                 |                                                               |
| Traudl Herrhausen        | 1943        | CDU        | Landesliste                      | 0                      |                                                               |
| Silvia Hillenbrand       | 1947        | SPD        | Landesliste                      | 0                      |                                                               |
| Priska Hinz              | 1959        | Die Grünen | Landesliste                      | 0                      |                                                               |
| Volker Hoff              | 1957        | CDU        | Wahlkreis Offenbach Land II      | 52,5 %                 |                                                               |
| Christel Hoffmann        | 1949–2018   | SPD        | Landesliste                      | 0                      |                                                               |
| Heike Hofmann            | 1973        | SPD        | Wahlkreis Darmstadt-Dieburg I    | 0                      | eingetreten am 31. Oktober 2000 für Abg. Polster              |
| Brigitte Hofmeyer        | 1961        | SPD        | Landesliste                      | 0                      | eingetreten am 1. September 2001 für Abg. Karwecki            |
| Hartmut Holzapfel        | 1944–2022   | SPD        | Landesliste                      | 0                      |                                                               |
| Roland von Hunnius       | 1945        | FDP        | Landesliste                      | 0                      | eingetreten am 8. April 1999 für Abg. Frau Wagner (Darmstadt) |
| Hans-Jürgen Irmer        | 1952        | CDU        | Wahlkreis Lahn-Dill II           | 46,7 %                 |                                                               |
| Margrit Jansen           | 1947        | SPD        | Landesliste                      | 0                      | eingetreten am 17. September 2002 für Abg. Becker (Gießen)    |
| Franz Josef Jung         | 1949        | CDU        | Wahlkreis Rheingau-Taunus I      | 52,9 %                 |                                                               |
| Reinhard Kahl            | 1948        | SPD        | Wahlkreis Waldeck-Frankenberg II | 43,9 %                 |                                                               |
| Norbert Kartmann         | 1949        | CDU        | Wahlkreis Wetterau I             | 48,6 %                 |                                                               |
| Rolf Karwecki            | 1950–2018   | SPD        | Wahlkreis Kassel-Land I          | 55,7 %                 | ausgeschieden am 31. August 2001                              |
| Frank-Peter Kaufmann     | 1948        | Die Grünen | Landesliste                      | 0                      |                                                               |
| Hildegard Klär           | 1940        | SPD        | Landesliste                      | 0                      |                                                               |
| Horst Klee               | 1939        | CDU        | Wahlkreis Wiesbaden III          | 47,4 %                 |                                                               |
| Armin Klein              | 1939        | CDU        | Wahlkreis Wiesbaden I            | 50 %                   |                                                               |
| Lothar Klemm             | 1949        | SPD        | Wahlkreis Main-Kinzig I          | 45,6 %                 |                                                               |
| Roland Koch              | 1958        | CDU        | Wahlkreis Main-Taunus I          | 55,9 %                 |                                                               |
| Brigitte Kölsch          | 1944        | CDU        | Wahlkreis Hochtaunus II          | 54 %                   |                                                               |
| Eva Kühne-Hörmann        | 1962        | CDU        | Landesliste                      | 0                      |                                                               |
| Silke Lautenschläger     | 1968        | CDU        | Wahlkreis Darmstadt-Dieburg II   | 45,3 %                 |                                                               |
| Martina Leistenschneider | 1935–2022   | CDU        | Wahlkreis Main-Kinzig III        | 46,9 %                 |                                                               |
| Peter Lennert            | 1949        | CDU        | Wahlkreis Bergstraße I           | 49,2 %                 |                                                               |
| Aloys Lenz               | 1943        | CDU        | Wahlkreis Main-Kinzig II         | 47,3 %                 |                                                               |
| Frank Lortz              | 1953        | CDU        | Wahlkreis Offenbach Land III     | 53,4 %                 |                                                               |
| Walter Lübcke            | 1953–2019   | CDU        | Landesliste                      | 0                      |                                                               |
| Eva Ludwig               | 1939        | CDU        | Landesliste                      | 0                      |                                                               |
| Hans Michael Maus        | 1943–2024   | SPD        | Landesliste                      | 0                      |                                                               |
| Jürgen May               | 1950        | SPD        | Wahlkreis Groß-Gerau II          | 45,4 %                 |                                                               |
| Renate Meixner-Römer     | 1960        | SPD        | Wahlkreis Groß-Gerau I           | 0                      | eingetreten am 10. Oktober 2002 für Abg. Reichenbach          |
| Karl-Wilhelm Michel      | 1950        | CDU        | Landesliste                      | 0                      | ausgeschieden am 31. August 1999                              |
| Gottfried Milde          | 1963        | CDU        | Landesliste                      | 0                      |                                                               |
| Klaus Peter Möller       | 1937–2022   | CDU        | Wahlkreis Gießen I               | 44,5 %                 |                                                               |
| Alexander Müller         | 1955        | Die Grünen | Landesliste                      | 0                      | ausgeschieden am 25. Januar 2001                              |
| Dieter Nolte             | 1941–2010   | SPD        | Wahlkreis Odenwald               | 49,6 %                 |                                                               |
| Anne Oppermann           | 1961        | CDU        | Wahlkreis Marburg-Biedenkopf II  | 0                      | eingetreten am 1. Oktober 2001 für Abg. Gotthardt             |
| Siegbert Ortmann         | 1940        | CDU        | Landesliste                      | 0                      |                                                               |
| Gudrun Osterburg         | 1945        | CDU        | Wahlkreis Frankfurt am Main VI   | 48,1 %                 |                                                               |
| Michael Paris            | 1955        | SPD        | Wahlkreis Frankfurt am Main V    | 38,7 %                 |                                                               |
| Judith Pauly-Bender      | 1957        | SPD        | Landesliste                      | 0                      |                                                               |
| Sieghard Pawlik          | 1941        | SPD        | Landesliste                      | 0                      |                                                               |
| Helmut Peuser            | 1940–2024   | CDU        | Wahlkreis Limburg-Weilburg I     | 59,6 %                 |                                                               |
| Hildegard Pfaff          | 1952        | SPD        | Landesliste                      | 0                      |                                                               |
| Rupert von Plottnitz     | 1940        | Die Grünen | Landesliste                      | 0                      |                                                               |
| Harald Polster           | 1954        | SPD        | Wahlkreis Darmstadt-Dieburg I    | 44,5 %                 | ausgeschieden am 30. Oktober 2000                             |
| Dieter Posch             | 1944        | FDP        | Landesliste                      | 0                      | ausgeschieden am 7. April 1999                                |
| Lothar Quanz             | 1949        | SPD        | Wahlkreis Eschwege-Witzenhausen  | 52,1 %                 |                                                               |
| Gerold Reichenbach       | 1953        | SPD        | Wahlkreis Groß-Gerau I           | 46,7 %                 | ausgeschieden am 2. Oktober 2002                              |
| Clemens Reif             | 1949        | CDU        | Wahlkreis Lahn-Dill I            | 48,6 %                 |                                                               |
| Boris Rhein              | 1972        | CDU        | Wahlkreis Frankfurt am Main III  | 44,4 %                 |                                                               |
| Bernd Riege              | 1941        | SPD        | Wahlkreis Darmstadt-Stadt II     | 43,1 %                 |                                                               |
| Günter Rudolph           | 1956        | SPD        | Wahlkreis Schwalm-Eder I         | 56,1 %                 |                                                               |
| Manfred Schaub           | 1957–2018   | SPD        | Wahlkreis Kassel-Land II         | 56,9 %                 |                                                               |
| Norbert Schmitt          | 1955        | SPD        | Landesliste                      | 0                      |                                                               |
| Angelika Scholz          | 1945        | CDU        | Landesliste                      | 0                      |                                                               |
| Evelin Schönhut-Keil     | 1960        | Die Grünen | Landesliste                      | 0                      |                                                               |
| Michael Siebel           | 1957        | SPD        | Wahlkreis Darmstadt-Stadt I      | 41,7 %                 |                                                               |
| Sarah Sorge              | 1969        | Die Grünen | Landesliste                      | 0                      | eingetreten am 26. Januar 2001 für Abg. Müller                |
| Thomas Spies             | 1962        | SPD        | Landesliste                      | 0                      | eingetreten am 28. September 1999 für Abg. Starzacher         |
| Karl Starzacher          | 1945        | SPD        | Landesliste                      | 0                      | ausgeschieden am 28. September 1999                           |
| Ilse Stiewitt            | 1943        | SPD        | Landesliste                      | 0                      |                                                               |
| Barbara Stolterfoht      | 1940–2021   | SPD        | Wahlkreis Kassel-Stadt II        | 50,3 %                 |                                                               |
| Inge Velte               | 1936–2021   | CDU        | Landesliste                      | 0                      |                                                               |
| Christean Wagner         | 1943–2025   | CDU        | Landesliste                      | 0                      |                                                               |
| Ernst-Ludwig Wagner      | 1950        | SPD        | Wahlkreis Marburg-Biedenkopf I   | 45,6 %                 |                                                               |
| Ruth Wagner              | 1940        | FDP        | Landesliste                      | 0                      | ausgeschieden am 8. April 1999                                |
| Jürgen Walter            | 1968        | SPD        | Landesliste                      | 0                      |                                                               |
| Karlheinz Weimar         | 1950        | CDU        | Wahlkreis Limburg-Weilburg II    | 49,3 %                 |                                                               |
| Mark Weinmeister         | 1967        | CDU        | Landesliste                      | 0                      |                                                               |
| Barbara Weitzel          | 1962        | Die Grünen | Landesliste                      | 0                      |                                                               |
| Axel Wintermeyer         | 1960        | CDU        | Wahlkreis Main-Taunus II         | 52,6 %                 |                                                               |
| Veronika Winterstein     | 1939        | SPD        | Landesliste                      | 0                      |                                                               |
| Karin Wolff              | 1959        | CDU        | Landesliste                      | 0                      |                                                               |
| Andrea Ypsilanti         | 1957        | SPD        | Landesliste                      | 0                      |                                                               |
| Birgit Zeimetz-Lorz      | 1960        | CDU        | Wahlkreis Wiesbaden II           | 43,4 %                 |                                                               |
| Aloys Zumbrägel          | 1938–2021   | CDU        | Landesliste                      | 0                      |                                                               |